# Cinclosome pointillé
Cinclosoma punctatum
Espèce
Statut de conservation UICN

 LC  : Préoccupation mineure
Le Cinclosome pointillé (Cinclosoma punctatum) ou Flûtiste tacheté, est une espèce d'oiseaux de l'ordre des Passeriformes.

## Répartition et sous-espèces

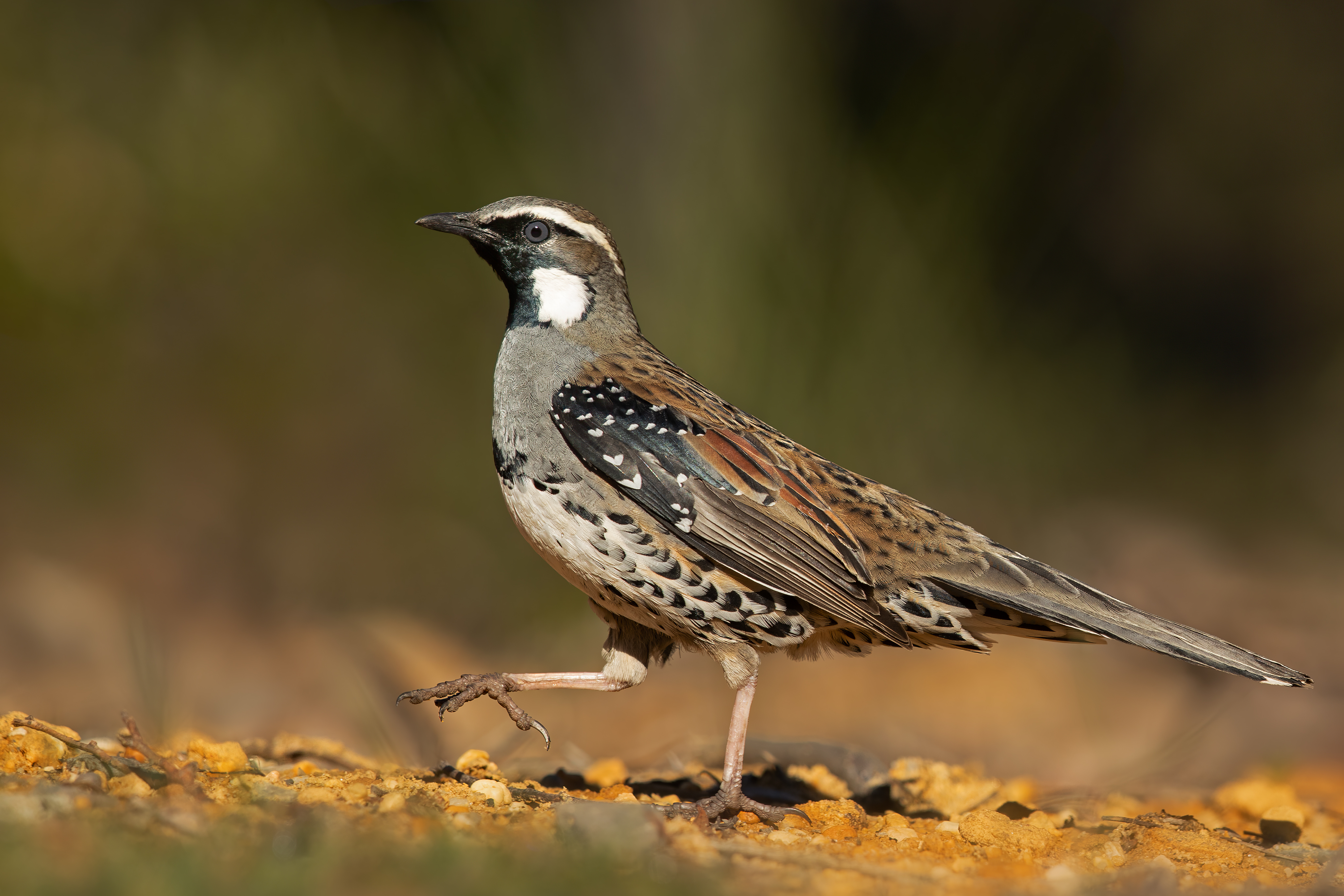
Cinclosoma punctatum punctatum mâle près de Blackheath (Australie). Juillet 2020.

- C. p. punctatum (Shaw, 1795) : est de l'Australie
- C. p. dovei Mathews, 1912	: Tasmanie ;
- C. p. anachoreta Schodde & Mason, IJ, 1999 († ?) : chaîne du Mont-Lofty